# Fumarato

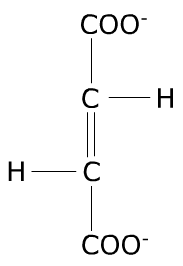
Una molecola di fumarato.

Il fumarato è il sale dell'acido fumarico, un acido dicarbossilico. 
In biochimica il fumarato è un precursore dell'L-malato nel ciclo di Krebs.
Deriva dall'ossidazione del succinato da parte della succinato deidrogenasi ed è convertito in L-malato tramite la fumarasi.

La reazione catalizzata dalla succinato deidrogenasi è stereospecifica, per cui si forma solo l'isomero trans del fumarato.